# Carles Aleñá
Carles Aleñá Castillo (Mataró, Barcelona, 5 de enero de 1998) es un futbolista español que juega de centrocampista en el Deportivo Alavés de la Primera División de España.

## Trayectoria

### Inicios
Carles Aleñá se formó en la cantera del F. C. Barcelona desde el año 2005. Fue progresando en las categorías inferiores, destacando como uno de los jugadores con más futuro de La Masía. Durante la temporada 2015-16, con 17 años, fue incluido en el equipo para defender al Barcelona en la Liga Juvenil de la UEFA. El equipo catalán fue eliminado en cuartos de final. Durante el torneo logró seis tantos, incluyendo dos dobletes ante el BATE Borisov y A. S. Roma.

#### Participaciones con juveniles
| Competición                     | Sede  | Resultado        | Partidos | Goles |
| ------------------------------- | ----- | ---------------- | -------- | ----- |
| Al Kass International Cup 2014  | Catar | Quinto puesto    | 5        | 3     |
| Liga Juvenil de la UEFA 2015-16 | Suiza | Cuartos de final | 8        | 6     |

### Fútbol Club Barcelona "B"
Debutó con el F. C. Barcelona "B" el 29 de agosto de 2015, en la jornada 2 del campeonato de Segunda División B 2015-16, ingresando en el minuto 77 por el internacional macedonio David Babunski. En su sexto partido se enfrentó al C. D. Eldense el 19 de diciembre, siendo titular por primera vez y anotando su primer gol. En la temporada 2016-17 logró el ascenso a Segunda División con el equipo catalán. En su debut en Segunda División en la campaña 2017-18, fue el máximo goleador del filial con once tantos.

### F. C. Barcelona
El 10 de febrero de 2016 recibió la primera convocatoria de Luis Enrique para el primer equipo. Fue en el partido de vuelta de semifinales de Copa del Rey ante el Valencia, no obstante, no llegó a debutar. El 30 de noviembre de 2016 debutó como titular, con gol incluido, en el primer equipo blaugrana en un empate a domicilio ante el Hércules en Copa del Rey (1-1). El 2 de abril de 2017 debutó en Primera División en la goleada por 1 a 4 ante el Granada C. F. Tres días después debutó en el Camp Nou en la victoria por 3-0 ante el Sevilla F. C.
El 2 de diciembre de 2018 marcó su primer gol en Liga en el encuentro de la jornada 14 contra el Villarreal C. F. en el minuto 86 a pase de Messi. Solamente dos días después recibió ficha del primer equipo, pasando a llevar el dorsal 21. A la llegada de Frenkie de Jong al club, le cedió al neerlandés el número 21 quedándose Aleñá con el 19.

#### Cesiones
El 28 de diciembre de 2019 se hizo oficial su cesión al Real Betis Balompié hasta final de temporada sin opción de compra. Debutó con los verdiblancos en un partido correspondiente a la 19.ª jornada de la Liga frente al Deportivo Alavés sustituyendo a Nabil Fekir en el minuto 80.
En el mes de agosto de 2020, una vez finalizada la cesión, se incorporó a los entrenamientos junto a otros jugadores que también volvían al equipo y algunos de los nuevos fichajes. Tras jugar cinco encuentros en la primera mitad del curso, el 6 de enero de 2021 volvió a salir prestado, marchándose en esta ocasión al Getafe C. F.

### Getafe C. F. y Deportivo Alavés
Tras este último periodo de cesión siguió jugando en conjunto azulón después de que ambos clubes llegaran a un acuerdo para su traspaso. Allí permaneció hasta el 3 de febrero de 2025, cuando, tras haber disputado más de 130 partidos, fue prestado al Deportivo Alavés hasta final de temporada. En esos meses participó en catorce encuentros y en julio ambos clubes acordaron su traspaso, firmando hasta 2029 con el conjunto vitoriano.

## Selección nacional

### Categorías inferiores
Aleñá ha sido internacional con España en las categorías juveniles sub-16, sub-17 y sub-19.
El 6 de agosto de 2013 fue convocado por primera vez a la selección de España, el técnico Albert Celades lo citó para disputar dos partidos amistosos con la sub-16 ante Suiza. Debutó el 3 de septiembre en Suiza, ante más de 800 espectadores, fue titular con el dorsal número 10 y empataron 3 a 3. El 16 de septiembre fue convocado para defender a España en la ronda de clasificación para el Campeonato de Europa Sub-17 de la UEFA 2014. Debutó en una competición oficial el 30 de septiembre contra Noruega, ingresó al final del partido por Asier Villalibre, ganaron 2 a 0 y clasificaron a la Ronda Élite. 
El 3 de febrero de 2014 fue convocado nuevamente por la sub-16, esta vez para jugar el Torneo de Desarrollo UEFA de la categoría. Luego fue citado para jugar la Copa Presidente en Astaná, también con la sub-16. El último encuentro fue contra Georgia el 29 de junio, Carles fue titular, ganaron 6 a 1 y se coronaron campeones, además fue elegido el mejor jugador del torneo.
En mayo de 2015 participó en el Campeonato de Europa sub-17 de la UEFA, donde la selección cayó eliminada en cuartos de final. El 31 de agosto de 2015 fue convocado por la selección sub-19 española, bajo las órdenes de Luis de la Fuente. Disputó su primer partido con la sub-19 el 8 de septiembre, fue en un amistoso contra Portugal en el Estadio Municipal Alfonso Murube ante 4500 personas, Carles ingresó en el minuto 56 y ganaron 1 a 0.
El 21 de marzo de 2019 debutó con la selección sub-21 en un amistoso ante Rumanía.
En cursiva las competiciones no oficiales.
| Competición                                                            | Sede       | Resultado        | Partidos | Goles | Asist. |
| ---------------------------------------------------------------------- | ---------- | ---------------- | -------- | ----- | ------ |
| Ronda de clasificación del Campeonato de Europa Sub-17 de la UEFA 2014 | Chipre     | Clasificó        | 1        | 0     | 0      |
| Ronda de clasificación del Campeonato de Europa Sub-17 de la UEFA 2015 | Eslovaquia | Clasificó        | 2        | 1     | 0      |
| Ronda Élite del Campeonato de Europa Sub-17 de la UEFA 2015            | España     | Clasificó        | 2        | 0     | 0      |
| Campeonato de Europa Sub-17 de la UEFA 2015                            | Bulgaria   | Cuartos de final | 5        | 1     | 2      |
| Ronda Élite del Campeonato de Europa Sub-19 de la UEFA 2016            | España     | No clasificó     | 3        | 0     | 0      |
| Torneo de Desarrollo Sub-19 de la UEFA 2016                            | Georgia    | Campeón          | 3        | 1     | ?      |

### Detalles de partidos
| Con España sub-19 | Con España sub-19 | Con España sub-19 | Con España sub-19       | Con España sub-19   | Con España sub-19                          | Con España sub-19 | Con España sub-19 | Con España sub-19                                          | Con España sub-19 |
| N.º               | Rival             | Resultado         | Fecha                   | Lugar               | Competencia                                | Goles             | Asist.            | Ref.                                                       |                   |
| ----------------- | ----------------- | ----------------- | ----------------------- | ------------------- | ------------------------------------------ | ----------------- | ----------------- | ---------------------------------------------------------- | ----------------- |
| 1                 | Portugal          | 1:0 (0:0)         | 8 de septiembre de 2015 | Ceuta · España      | Amistoso                                   | -                 | -                 | 1 Archivado el 25 de noviembre de 2015 en Wayback Machine. |                   |
| 2                 | Italia            | 1:2 (1:0)         | 20 de enero de 2016     | Huelva · España     | Amistoso                                   | -                 | -                 | 2 Archivado el 26 de enero de 2016 en Wayback Machine.     |                   |
| 3                 | Serbia            | 2:1 (1:0)         | 2 de marzo de 2016      | Stara Pazova Serbia | Amistoso                                   | -                 | -                 | 3 Archivado el 14 de marzo de 2022 en Wayback Machine.     |                   |
| 4                 | Grecia            | 2:0 (2:0)         | 24 de marzo de 2016     | Lepe · España       | Ronda Élite para el Europeo Sub-19 de 2016 | -                 | -                 | 4 Archivado el 7 de abril de 2016 en Wayback Machine.      |                   |
| 5                 | Georgia           | 1:1 (1:1)         | 26 de marzo de 2016     | Cartaya · España    | Ronda Élite para el Europeo Sub-19 de 2016 | -                 | -                 | 5 Archivado el 29 de marzo de 2016 en Wayback Machine.     |                   |
| 6                 | Inglaterra        | 0:2 (0:1)         | 29 de marzo de 2016     | Lepe · España       | Ronda Élite para el Europeo Sub-19 de 2016 | -                 | -                 | 6 Archivado el 7 de abril de 2016 en Wayback Machine.      |                   |
| 7                 | Georgia           | 0:3 (0:2)         | 9 de noviembre de 2016  | Tiflis Georgia      | Amistoso Torneo de Desarrollo              | 1'                | -                 | 7 Archivado el 11 de noviembre de 2016 en Wayback Machine. |                   |
| 8                 | Países Bajos      | 2:1 (0:1)         | 11 de noviembre de 2016 | Tiflis Georgia      | Amistoso Torneo de Desarrollo              | -                 | -                 | 8 Archivado el 13 de noviembre de 2016 en Wayback Machine. |                   |
| 9                 | Francia           | 0:2 (0:1)         | 14 de noviembre de 2016 | Tiflis Georgia      | Amistoso Torneo de Desarrollo              | -                 | -                 | 9 Archivado el 16 de noviembre de 2016 en Wayback Machine. |                   |

## Estadísticas

### Clubes
Actualizado al 24 de mayo de 2025.
| Club                         | Div.          | Temporada     | Liga  | Liga  | Copas nacionales | Copas nacionales | Copas internacionales | Copas internacionales | Total | Total |
| Club                         | Div.          | Temporada     | Part. | Goles | Part.            | Goles            | Part.                 | Goles                 | Part. | Goles |
| ---------------------------- | ------------- | ------------- | ----- | ----- | ---------------- | ---------------- | --------------------- | --------------------- | ----- | ----- |
| F. C. Barcelona "B" · España | 2.ª B         | 2015-16       | 14    | 1     | —                | —                | —                     | —                     | 14    | 1     |
| F. C. Barcelona "B" · España | 2.ª B         | 2016-17       | 29    | 3     | —                | —                | —                     | —                     | 29    | 3     |
| F. C. Barcelona · España     | 1.ª           | 2016-17       | 3     | 0     | 1                | 1                | 0                     | 0                     | 4     | 1     |
| F. C. Barcelona · España     | 1.ª           | 2017-18       | 0     | 0     | 3                | 0                | 0                     | 0                     | 3     | 0     |
| F. C. Barcelona "B" · España | 2.ª           | 2017-18       | 38    | 11    | —                | —                | —                     | —                     | 38    | 11    |
| F. C. Barcelona "B" · España | 2.ª B         | 2018-19       | 8     | 3     | —                | —                | —                     | —                     | 8     | 3     |
| F. C. Barcelona "B" · España | Total club    | Total club    | 89    | 18    | 0                | 0                | 0                     | 0                     | 89    | 18    |
| F. C. Barcelona · España     | 1.ª           | 2018-19       | 17    | 2     | 7                | 0                | 3                     | 0                     | 27    | 2     |
| F. C. Barcelona · España     | 1.ª           | 2019-20       | 4     | 0     | 0                | 0                | 1                     | 0                     | 5     | 0     |
| Real Betis Balompié · España | 1.ª           | 2019-20       | 17    | 1     | 2                | 0                | —                     | —                     | 19    | 1     |
| Real Betis Balompié · España | Total club    | Total club    | 17    | 1     | 2                | 0                | 0                     | 0                     | 19    | 1     |
| F. C. Barcelona · España     | 1.ª           | 2020-21       | 2     | 0     | 0                | 0                | 3                     | 0                     | 5     | 0     |
| F. C. Barcelona · España     | Total club    | Total club    | 26    | 2     | 11               | 1                | 7                     | 0                     | 44    | 3     |
| Getafe C. F. · España        | 1.ª           | 2020-21       | 22    | 2     | —                | —                | —                     | —                     | 22    | 2     |
| Getafe C. F. · España        | 1.ª           | 2021-22       | 33    | 1     | 0                | 0                | ―                     | ―                     | 33    | 1     |
| Getafe C. F. · España        | 1.ª           | 2022-23       | 35    | 2     | 3                | 0                | ―                     | ―                     | 38    | 2     |
| Getafe C. F. · España        | 1.ª           | 2023-24       | 29    | 1     | 3                | 0                | —                     | —                     | 32    | 1     |
| Getafe C. F. · España        | 1.ª           | 2024-25       | 10    | 0     | 1                | 0                | —                     | —                     | 11    | 0     |
| Getafe C. F. · España        | Total club    | Total club    | 129   | 6     | 7                | 0                | 0                     | 0                     | 136   | 6     |
| Deportivo Alavés · España    | 1.ª           | 2024-25       | 14    | 0     | —                | —                | —                     | —                     | 14    | 0     |
| Deportivo Alavés · España    | 1.ª           | 2025-26       | 0     | 0     | 0                | 0                | —                     | —                     | 0     | 0     |
| Deportivo Alavés · España    | Total club    | Total club    | 14    | 0     | 0                | 0                | 0                     | 0                     | 14    | 0     |
| Total carrera                | Total carrera | Total carrera | 275   | 27    | 20               | 1                | 7                     | 0                     | 302   | 28    |
| 1. 2.                        |               |               |       |       |                  |                  |                       |                       |       |       |

## Palmarés

### Títulos nacionales
| Título       | Club            | País   | Año  |
| ------------ | --------------- | ------ | ---- |
| Copa del Rey | F. C. Barcelona | España | 2017 |
| Copa del Rey | F. C. Barcelona | España | 2018 |
| La Liga      | F. C. Barcelona | España | 2019 |

### Distinciones individuales
| Distinción                                              | Año  |
| ------------------------------------------------------- | ---- |
| Mejor jugador del Torneo Miljan Miljanic                | 2014 |
| Mejor jugador de la Copa Presidente                     | 2014 |
| Equipo ideal del Campeonato de Europa Sub-17 de la UEFA | 2015 |
| Mejor jugador del Torneo de Desarrollo UEFA             | 2016 |